# جرالد فاننبورگ
جرالد فاننبورگ (هلندی: Gerald Vanenburg؛ زادهٔ ۵ مارس ۱۹۶۴) یک بازیکن و سرمربی فوتبال اهل هلند است.

## باشگاهی
از باشگاه‌هایی که در آن بازی کرده‌است می‌توان به پی‌اس‌وی آیندهوون، آژاکس آمستردام، جوبیلو ایواتا، اوترخت و مونیخ ۱۸۶۰ اشاره کرد.

## تیم ملی
وی همچنین در تیم ملی فوتبال هلند بازی کرده است.